# Dieszowki
Dieszowki (ros. Дешовки) – wieś (dieriewnia) w Rosji, w obwodzie kałuskim, w rejonie kozielskim. W 2010 liczyła 1042 mieszkańców.